# Holden Commodore

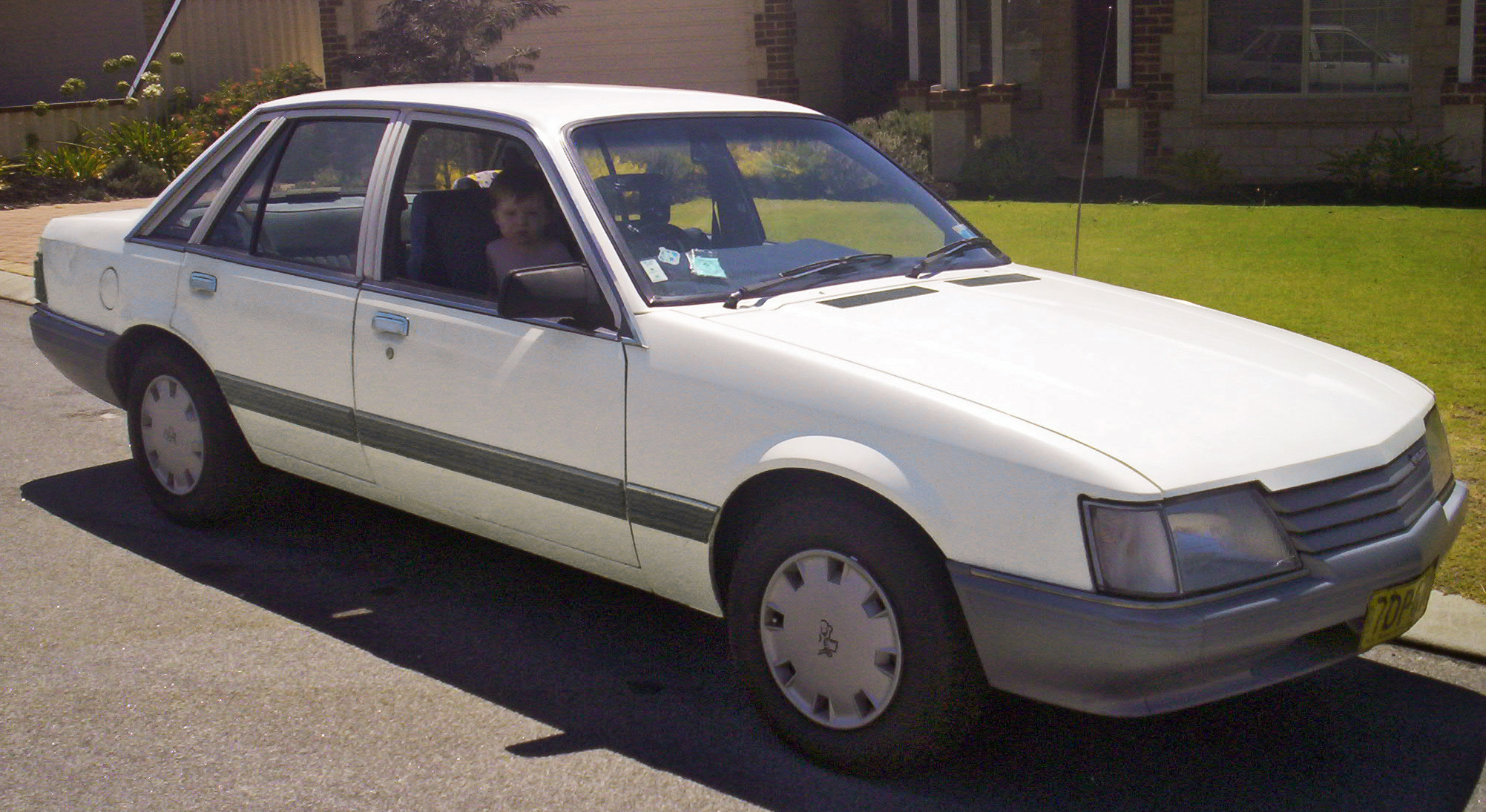
Holden VK Commodore.

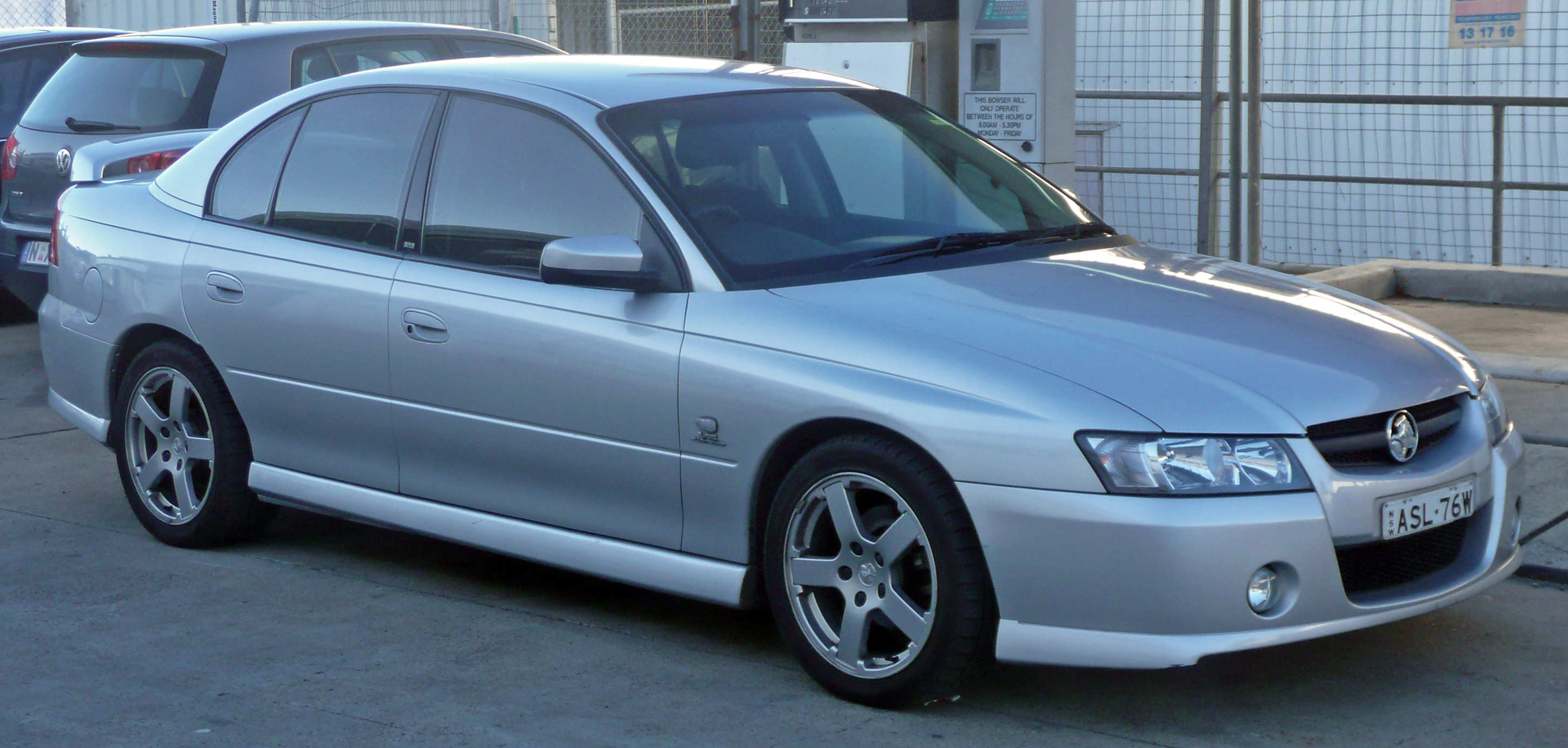
Holden VZ Commodore SV6

De Holden Commodore is een automodel van het Australische
automerk Holden. De Commodore werd in 1978 geïntroduceerd.
Sinds 2006 zit het model in de veertiende serie en de vierde generatie. Het
model is als vierdeurs sedan en als vijfdeurs stationwagen
beschikbaar. In Azië wordt de auto onder de naam Chevrolet Lumina verkocht
en in Brazilië als Chevrolet Omega.

## Geschiedenis

### Aanleiding
Het Australische Holden - onderdeel van General Motors
en sinds 1948 autobouwer - had altijd de Amerikaanse stijl
gevolgd van grote en zware auto's. Aan het verbruik werd niet gedacht want
benzine was goedkoop. Toen de olielanden in het Midden-Oosten in de
jaren 1970 de kraan dichtdraaiden om de prijs van olie op te drijven kwam
hier verandering in. Er ontstond een grote vraag naar zuinigere auto's. Holden
besloot de boeg om te gooien maar de grote Holden Kingswood en Holden Premier
pasten niet in dit plaatje. Het merk kwam dus met een gloednieuw model: de
Commodore. Om ook de geslonken markt van grote auto's te blijven bedienen bleef
de Holden HZ-serie, waartoe de Kingswood en de Premier behoorden, nog tot twee
jaar na de introductie van de Commodore in productie.

### Opel
Een geschikt platform voor de kleinere Commodore vond Holden bij haar Duitse
zustermerk Opel, ook een onderdeel van General Motors. Het platform van de
modellen Opel Rekord en Opel Senator zou de basis worden van GM's tweede
zogenaamde wereldauto, een auto die wereldwijd verkoopbaar is. Deze basis werd
naar Australië gehaald en daar flink onder handen genomen. De wielophanging
werd aangepast naar Australische condities en onder de motorkap werd Holdens
eigen zescilindermotor geïnstalleerd. Ook moest het onderstel verstevigd worden
om de ruige Australische wegen aan te kunnen. De hele conversie kostte uiteindelijk
110 miljoen Australische dollar. Sommige van de ingenieurs geloofden dat ze
voor dat bedrag een compleet nieuw model hadden kunnen ontwikkelen.

### De introductie
De Holden VB Commodore bereikte in oktober 1978 de productieband en werd een maand
later geïntroduceerd. De Commodore was kleiner, lichter en had een veel betere
wegligging dan zijn voorgangers. Wel viel de zuinigheid tegen. De Commodore kwam
standaard met Holdens oude 3,3 liter zes-in-lijnmotor en daarnaast waren er
ook V8-motoren van 4,2 en 5 liter. Ze waren geen van drieën een toonbeeld
van zuinigheid. Om hier iets aan te doen kreeg de VC Commodore, die
in 1980 verscheen, een nieuwe 1,9 liter vier-in-lijn en werd de cilinderinhoud
van de I6 teruggebracht tot 2,8 liter. Die viercilinder was wel zuiniger maar
leverde dan weer te zwakke prestaties. Het succes leed er in ieder geval niet onder.
Reeds in 1979, het eerste volle verkoopjaar, was de Commodore de best verkochte
auto van Australië.

### Groot vs. klein
Intussen zat Holdens concurrentie ook niet stil. Holdens grootste concurrent op
de Australische thuismarkt is Ford Australië. De grootste concurrent van de
Commodore is de Ford Falcon die eind jaren 1970 in zijn XC-serie
zat. In tegenstelling tot Holden trok Ford Australië zich geen moer aan van de
oliecrises. De Australische divisie van Ford bleef gewoon
grote auto's bouwen. Australië reageerde verdeeld. In 1979 introduceerde Ford
haar XD-serie en verkocht er op drie jaar tijd 206 000 exemplaren van.
Holden produceerde bijna 96.000 VB Commodores en bijna 122 000
VC's tussen 1978 en 1981. Halfweg de jaren 1980 kwam
Holden tot een overeenkomst met het Japanse Nissan.
Hierdoor kreeg de VL Commodore uit 1986 een Japanse motor
die een derde krachtiger en stuk zuiniger was dan Holdens oude 6-in-lijn. Deze
Nissan-motoren bleken erg potent en werden dan ook een populaire keuze. De VL-serie
bracht Holden weer op de koppositie van de Australische verkooplijst.

### Terug naar groot
In 1988 verscheen met de VN-serie de tweede generatie Commodores.
Aan deze compleet nieuwe modellen was zes jaar gewerkt. De VN Commodore was opnieuw
een grote auto en niet langer een middelgrote. Het rondere meer aerodynamische
koetswerk van de VN was deze keer gebaseerd op de lijnen van de Opel Omega.
Ook aan het platform van het Duitse zustermodel was weer danig gesleuteld. Ook
Holdens oude traditie van 6-in-lijnmotoren verdween. In de plaats kwam een 3,8
liter zescilinder in V-formatie vanuit moederconcern General Motors.
De 5 liter V8-motor kwam wel mee over. De Nissan-motor werd geschrapt vanwege de
ongunstige wisselkoers tussen de Australische dollar en de Japanse Yen.
De VN Commodore werd uitstekend ontvangen door het Australische publiek. In het
kader van het Button Plan werd het model ook door Toyota verkocht als
de Toyota Lexcen.

### Nog groter
In 1997 lanceerde Holden de derde Commodore-generatie. De Holden VT-serie
was opnieuw compleet nieuw en gebaseerd op de Opel Omega uit 1995. Met de
VT werd de Holden Commodore opnieuw een maatje groter. De intussen verouderde 5
liter V8 werd vervangen door een 5,7 liter-exemplaar van Chevrolet en de V6
kwam er ook in een turbogeladen versie. De VT-serie, die 600 miljoen
AUD had gekost, werd een succes. Het is tot op heden (2007) de best verkochte
serie uit Holdens geschiedenis. De Holden VY-serie uit 2002 kreeg een
aangepaste meer aerodynamische carrosserie die het brandstofverbruik drastisch
deed dalen. Holden bleef technische innovaties toevoegen om de Commodore up-to-date
te houden. Zo kregen de modellen Ecotec- en vanaf de VZ Alloytec V6
motoren, de modernste veiligheidssystemen en uitrustingen als ABS,
EBA, EBD en andere.

### Geheel Australisch
De vierde generatie Commodores verscheen in 2006 met de Holden VE-serie.
Het was de eerste Commodore die niet op een Opel was gebaseerd en die geheel in
Australië was ontwikkeld. Dit moest wel nadat General Motors het grote Zeta-platform
had geschrapt en Opel haar Omega had stopgezet. Holden moest dit Zeta-platform zelf
afwerken voor de VE. Hiervoor was wel een ontwikkelingsbudget van meer dan 1 miljard
AUD nodig geweest. Motoren en overbrengingen werden wel overgenomen van de
voorgaande VZ-serie. Voorlopig (2007) zijn van de VE-serie enkel
de sedans geïntroduceerd. De andere modellen - stationwagens,
Ute, Crewman en Adventra -
worden nog steeds gebouwd in de VZ-serie. De VE-sedans worden geëxporteerd naar
Nieuw-Zeeland, Zuid-Afrika, het Midden-Oosten en Brazilië. Het
model Commodore SS zal ook naar de Verenigde Staten geëxporteerd worden om
aldaar als Pontiac G8 op de markt te komen.

## Series

### Eerste generatie
- 1978: Holden VB
- 1980: Holden VC
- 1981: Holden VH
- 1984: Holden VK
- 1986: Holden VL

### Tweede generatie
- 1988: Holden VN
- 1991: Holden VP
- 1993: Holden VR
- 1995: Holden VS

### Derde generatie
- 1997: Holden VT
- 2000: Holden VX
- 2002: Holden VY
- 2004: Holden VZ

### Vierde generatie
- 2006: Holden VE
- 2013: Holden VF

## Submodellen
- 1978-1980: Sedan
- 1978-1980: Wagon
- 1978-1988: SL Sedan
- 1978-1988: SL Wagon
- 1978-1984: SL/E Sedan
- 1980-1981: L Sedan
- 1980-1981: L Wagon
- 1981-1984: SL/X Sedan
- 1981-1984: SL/X Wagon
- 1982+2007: SS Sedan
- 1984-2006: Executive Sedan
- 1984-2006: Executive Wagon
- 1984-1993: Berlina Sedan
- 1984-1993: Berlina Wagon
- 1987-1997: Vacationer Sedan
- 1987-1997: Vacationer Wagon
- 1988-2004: S Sedan
- 1991-1993: Berlina LX Sedan
- 1993-2006: Acclaim Sedan
- 1993-2006: Acclaim Wagon
- 1993-2006: Equipe Sedan
- 1993-2006: Equipe Wagon
- 1995-1997: Executive SL/R 5000
- 1995-1997: Esteem Sedan
- 1995-1997: Esteem Wagon
- 1997-2000: 50th Anniversary Sedan
- 1997-2000: 50th Anniversary Wagon
- 2000-2006: Lumina
- 2001-2002: International
- 2002-2006: SV8 Sedan
- 2002-2004: SS Wagon
- 2002-2004: HBD Lumina Sedan
- 2002-2004: HBD Lumina Wagon
- 2002-2004: 25th Anniversary
- 2004+2013: SV6 Sedan
- 2004-2006: SSZ Sedan
- 2004-2006: SVZ
- 2006+2013: Omega Sedan
- 2006+2013: SS-V Sedan

De Commodore Berlina werd vanaf de VR-serie als Holden Berlina een apart model.